# Cuareím (Uruguay)

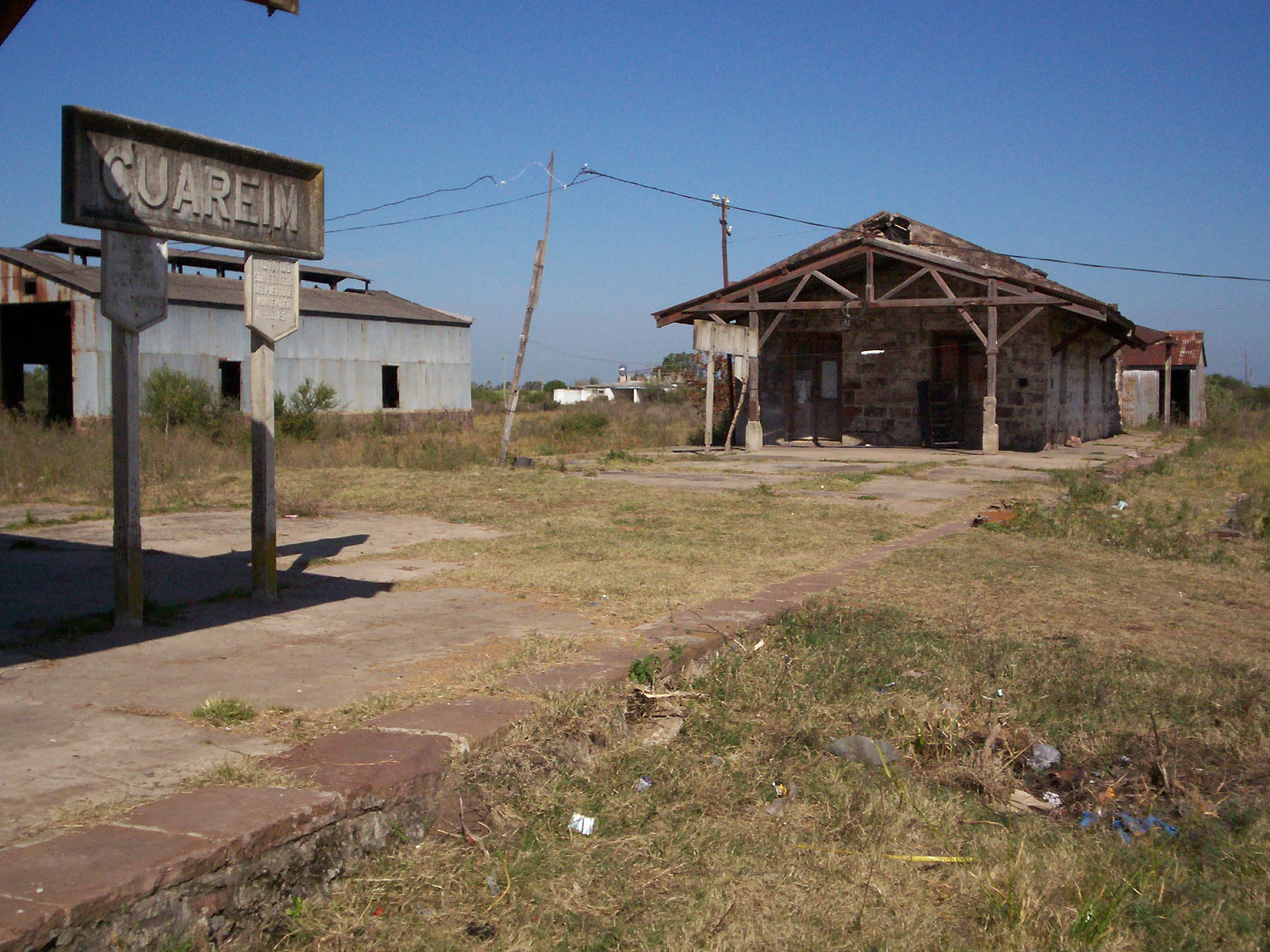
Antigua estación ferroviaria de Cuareim.

Cuareím es una localidad uruguaya del departamento de Artigas, y forma parte del municipio de Bella Unión.

## Ubicación
La localidad se encuentra situada en la zona noroeste del departamento de Artigas, 5 km al noreste del centro de la ciudad de Bella Unión, sobre la ruta 3, próximo al puente internacional sobre el río Cuareím, que comunica con la ciudad brasileña de Barra do Quaraí.

## Población
Según el censo de 2011 la localidad contaba con una población de 710 habitantes.

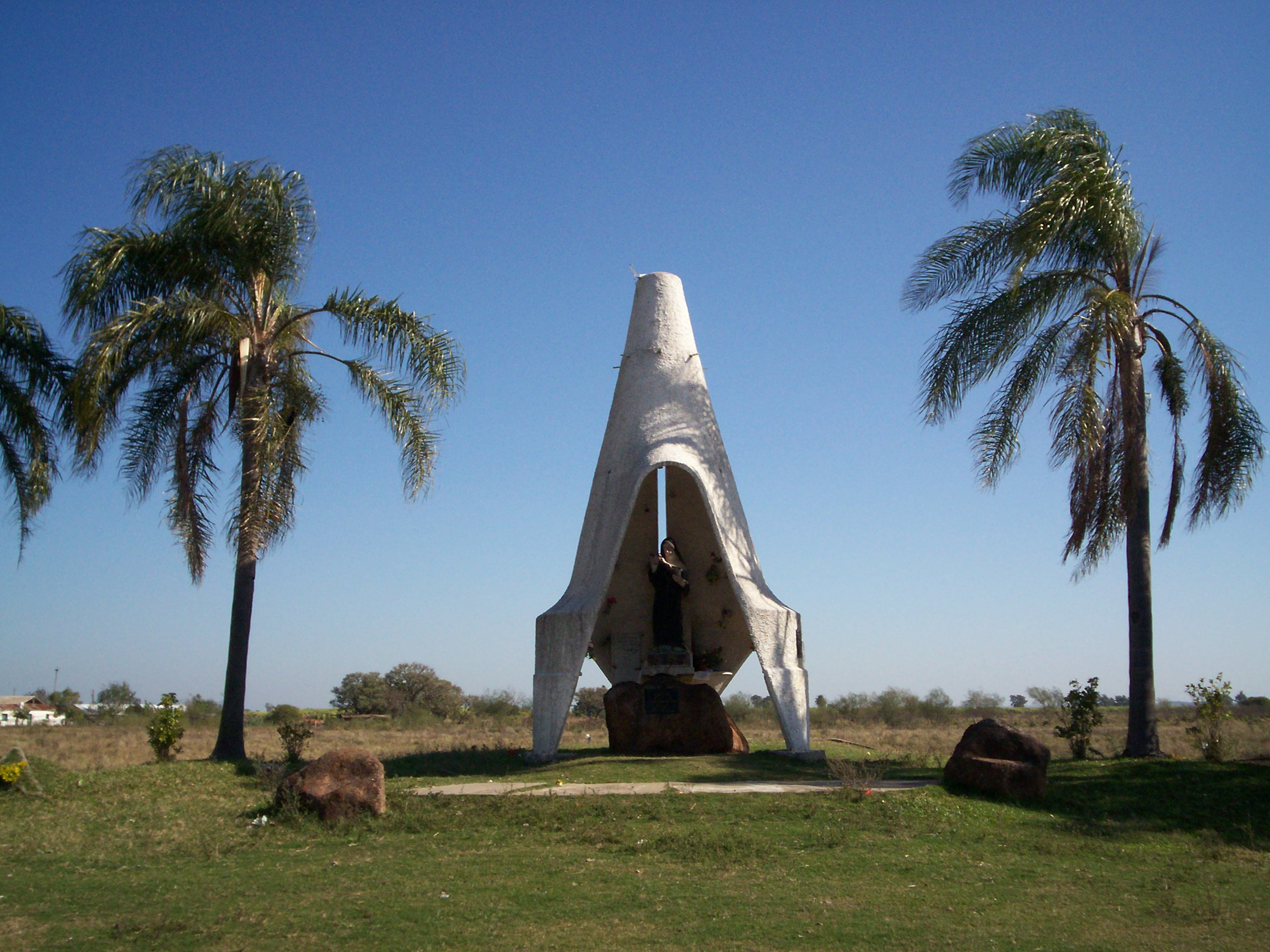
Acceso a Santa Rita del Cuareím.

| 369           | 372 | 455 | 688 | 780 | 710 |
| (Fuente: INE) |     |     |     |     |     |